# Kluczewsko (plaats)
Kluczewsko is een dorp in het Poolse woiwodschap Święty Krzyż, in het district Włoszczowski. De plaats maakt deel uit van de gemeente Kluczewsko.

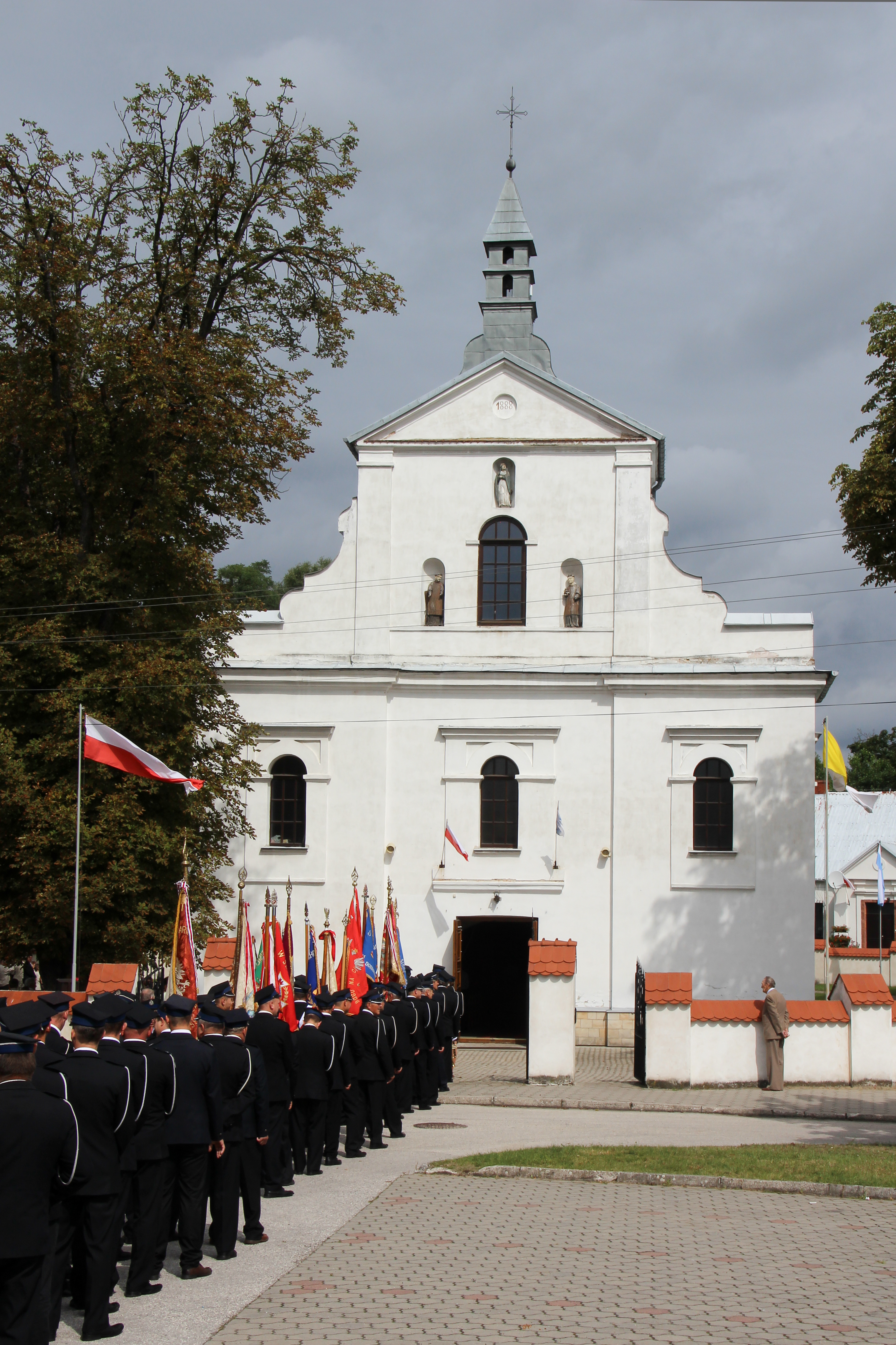